# South Carrollton
South Carrollton – miasto w Stanach Zjednoczonych, w stanie Kentucky, w hrabstwie Muhlenberg.